# Jermak Łukjanow
Jermak Michajłowicz Łukjanow, ros. Ермак Михайлович Лукьянов (ur. w 1914 r., zm. w poł. maja 1984 r. w ZSRR) – radziecki wojskowy narodowości kałmuckiej w stopniu porucznika, dowódca 3, 4, a następnie 1 dywizjonu Korpusu Kawalerii Kałmuckiej podczas II wojny światowej.

## Biografia
W okresie międzywojennym służył w Armii Czerwonej, dochodząc do stopnia porucznika. W latach 1939–1940 jako dowódca plutonu karabinów maszynowych uczestniczył w wojnie zimowej przeciwko Finlandii. Dostał się do niewoli fińskiej. Po zakończeniu wojny krótko pozostawał w Finlandii, a następnie przyjechał do okupowanej Francji. W 1943 r. wstąpił do Korpusu Kawalerii Kałmuckiej, zostając dowódcą 3, 4 i ostatecznie 1 dywizjonu kawalerii. Od poł. 1944 r. kierował oddziałem wojskowym Kałmuckiego Komitetu Narodowego w Berlinie. Po zakończeniu wojny zamieszkał w Belgii, otrzymując obywatelstwo tego kraju. Na pocz. lat 60. stanął na czele Towarzystwa Przyjaźni Belgijsko-Sowieckiej. W 1968 r. wraz z młodszym synem przyjechał do Moskwy w celach turystycznych, ale został aresztowany. Przez kilkanaście lat był przetrzymywany w różnych szpitalach psychiatrycznych, po czym latem 1983 r. w Eliście wytoczono mu proces o zdradę ojczyzny. Skazano go na karę śmierci, co doprowadziło do protestów 260 belgijskich deputowanych i Parlamentu Europejskiego. Pomimo tego J. M. Łukjanow został rozstrzelany w poł. maja 1984 r.